# Júnior Izaguirre
Júnior Gustavo Izaguirre Puerto (Tegucigalpa, 12 agosto 1979) è un ex calciatore honduregno, di ruolo difensore.